# ダンロッシル子爵
ダンロッシル子爵（英: Viscount Dunrossil）は、イギリスの子爵、貴族。連合王国貴族爵位。

## 歴史
ウィリアム・モリソン(1893-1961)は閣僚職を歴任した保守党の政治家で、庶民院議長退任後の1959年11月12日に連合王国貴族としてインヴァネス州ノース・ウイスト島ヴァラクィのダンロッシル子爵（Viscount Dunrossil, of Vallaquie in the Isle of North Uist in the County of Inverness）に叙された。その後、初代子爵がオーストラリア総督在任中の1961年に亡くなると、その息子のジョンが爵位を相続した。
2代子爵ジョン(1926-2000)は外交官として活躍し、フィジー高等弁務官やバミューダ総督を務めた。
その息子である3代子爵アンドリュー(1953-)が2020年現在のダンロッシル子爵家現当主であり、アメリカ合衆国テキサス州サンアントニオに居を構えている。
一族の邸宅は、ノース・ウイスト島ロッホマディに位置するダンロッシル・ハウス（Dunrossil House）。

## ダンロッシル子爵（1959年）
- 初代ダンロッシル子爵ウィリアム・モリソン（英語版） (1893–1961)
- 第2代ダンロッシル子爵ジョン・ウィリアム・モリソン（英語版） (1926–2000)
- 第3代ダンロッシル子爵アンドリュー・ウィリアム・レジナルド・モリソン (1953 - )

法定推定相続人は、現当主の息子であるカラム・アラスデア・ブランデージ・モリソン(1994-)閣下。

## 系図
- 初代ダンロッシル子爵ウィリアム・モリソン（英語版） (1893 – 1961)
  -  第2代ダンロッシル子爵ジョン・ウィリアム・モリソン（英語版） (1926 – 2000)
    -  第3代ダンロッシル子爵アンドリュー・ウィリアム・レジナルド・モリソン (1953 - )
      - (1) カラム・アラスデア・ブランデージ・モリソン閣下  (1994 - )

    - (2) レジナルド・ジョン・モリソン閣下 (1956 - )
      - (3) リチャード・ドナルド・モリソン (1983 - )
      - (4) アレクサンダー・トマス・モリソン (1988 - )

    - (5) アラスデア・ゴドフリー・モリソン閣下 (1962 - )

  - アラスデア・アンドリュー・オーア・モリソン閣下 (1929 – 2009)
    - (6) ウィリアム・アラスデア・ユーイング・モリソン (1960 - )

  - ナイアル・レイナルド・モリソン閣下 (1932 – 1991)
    - (7) ネイル・ウィリアム・アレクサンダー・モリソン (1961 - )
      - (8) アレクサンダー・モリソン (1997 - )
      - (9) ケイド・モリソン(2001 - )

    - (10) ジョン・フォーブス・モリソン (1963 - )
      - (11) ネイル・モリソン (2002 - )

    - (12) ヒュー・ロバート・シェファード・モリソン (1965 - )